# Handball-Bundesliga (Frauen) 1990/91
Die Handball-Bundesliga der Frauen 1990/91 war die Sechste der eingleisigen Spielzeiten und die insgesamt 16. Spielzeit der höchsten deutschen Spielklasse im Handball der Frauen in der Geschichte der Frauen-Handball-Bundesliga. Die Saison begann am 8. September 1990 und endete mit dem letzten Spiel am 22. Mai 1991.

## Saisonverlauf
Zwölf Mannschaften sollten um die deutsche Meisterschaft spielen, aber aufgrund der deutschen Wiedervereinigung kam es zur Ermittlung des ersten gesamtdeutschen Handballmeisters. In zwei offiziellen Endspielen wurde der Titel zwischen dem Meister der Handball-DDR-Oberliga (Frauen) 1990/91 und dem Meister der „westdeutschen“ Frauen-Handball-Bundesliga 1990/91 ausgespielt.
Deutscher Meister 1991 wurde zum ersten Mal in der Vereinsgeschichte die Mannschaft des TuS Walle Bremen, der auch westdeutscher Meister geworden war.
Aus der Bundesliga wurde der VfL Neckargartach aufgrund einer nicht hinterlegten Kaution an den DHB am grünen Tisch in die Oberliga Baden-Württemberg zurückgestuft. Nach erfolgreicher Relegation des TuS Eintracht Minden um den Klassenerhalt, musste nur der 1. FC Nürnberg in die 2. Frauen-Handball-Bundesliga absteigen. Im Gegenzug stiegen zur neuen Saison der TSV Nord Harrislee und der VfL Sindelfingen auf. Darüber hinaus wurden zur kommenden Saison zehn Vereine der DDR-Oberliga und zwei Vereine der DDR-Liga des DHV der Saison 1990/91 in die Bundesliga eingegliedert. Die Handball-Bundesliga (Frauen) 1991/92 startete somit erstmals seit der Saison 1984/85 wieder mit einer Nord- und Südstaffel zu je 12 Mannschaften.
Den zum 17. Mal ausgespielten DHB-Pokal der Frauen sicherte sich die Mannschaft des TSV Bayer 04 Leverkusen. Außerdem wurde ein gesamtdeutscher Pokal ausgespielt, mit dem der Europapokalteilnehmer für die Saison 1991/92 ermittelt wurde. Diesen gewann ebenfalls die Mannschaft des TSV Bayer 04 Leverkusen.
Der TV Lützellinden sicherte sich den Europapokal der Landesmeister.

## Tabellen

### Abschlusstabelle
| Pl. | Verein                   | Sp | S  | U | N  | Tore    | Diff. | Punkte |
| --- | ------------------------ | -- | -- | - | -- | ------- | ----- | ------ |
| 1   | TuS Walle Bremen (N)     | 22 | 20 | 1 | 01 | 517:435 | 0+82  | 41:03  |
| 2   | TV Lützellinden (M,P)    | 22 | 16 | 1 | 05 | 521:388 | +133  | 33:11  |
| 3   | TSV Bayer 04 Leverkusen  | 22 | 16 | 1 | 05 | 526:403 | +123  | 33:11  |
| 4   | Buxtehuder SV            | 22 | 14 | 2 | 08 | 510:443 | 0+67  | 30:14  |
| 5   | VfL Oldenburg            | 22 | 11 | 1 | 10 | 434:464 | 0−30  | 23:21  |
| 6   | TV Mainzlar (N)          | 22 | 08 | 3 | 11 | 471:480 | 00−9  | 19:25  |
| 7   | TSV GutsMuths Berlin     | 22 | 08 | 4 | 10 | 427:437 | 0−10  | 18:26  |
| 8   | TSV Tempelhof-Mariendorf | 22 | 07 | 4 | 11 | 460:478 | 0−18  | 18:26  |
| 9   | PSV Grünweiß Frankfurt   | 22 | 08 | 2 | 12 | 473:504 | 0−31  | 18:26  |
| 10  | VfL Neckargartach        | 22 | 07 | 1 | 14 | 404:471 | 0−67  | 15:29  |
| 11  | TuS Eintracht Minden     | 22 | 06 | 2 | 14 | 403:488 | 0−85  | 14:30  |
| 12  | 1. FC Nürnberg           | 22 | 01 | 0 | 21 | 344:499 | −155  | 02:42  |

 Meister der Handball-Bundesliga und Teilnehmer an den Endspielen zur gesamtdeutschen Meisterschaft
  Rückstufung in die Oberliga Baden-Württemberg
  Teilnehmer an der Relegationsrunde zur Handball-Bundesliga
  Absteiger in die 2. Handball-Bundesliga (Frauen) 1991/92
 (M) Meister der letzten Saison
 (P) Pokalsieger der letzten Saison
 (N) Aufsteiger aus der 2. Handball-Bundesliga (Frauen) 1989/90

### Kreuztabelle
Die Kreuztabelle stellt die Ergebnisse aller Spiele dieser Saison dar. Die Heimmannschaft ist in der linken Spalte aufgelistet und die Gastmannschaft in der obersten Reihe.
| 1990/91 8. September 1990 – 22. Mai 1991 | 1990/91 8. September 1990 – 22. Mai 1991 | TuS Walle Bremen | TV Lützellinden | TSV Bayer 04 Leverkusen | Buxtehuder SV | VfL Oldenburg | TV Mainzlar | TSV GutsMuths Berlin | T'hof Ma'dorf | PSV Frankf. | Neckar gartach | TuS Eintracht Minden | 1. FC Nürnberg |
| ---------------------------------------- | ---------------------------------------- | ---------------- | --------------- | ----------------------- | ------------- | ------------- | ----------- | -------------------- | ------------- | ----------- | -------------- | -------------------- | -------------- |
| 01.                                      | TuS Walle Bremen                         |                  | 24:20           | 24:22                   | 26:24         | 24:10         | 27:17       | 28:20                | 23:17         | 28:25       | 24:18          | 25:19                | 27:17          |
| 02.                                      | TV Lützellinden                          | 50:05            |                 | 20:23                   | 19:23         | 18:22         | 27:20       | 24:18                | 23:19         | 28:18       | 23:12          | 33:14                | 25:12          |
| 03.                                      | TSV Bayer 04 Leverkusen                  | 20:20            | 18:19           |                         | 17:20         | 32:16         | 31:17       | 28:27                | 26:17         | 33:20       | 26:12          | 22:15                | 23:13          |
| 04.                                      | Buxtehuder SV                            | 20:25            | 19:22           | 20:18                   |               | 29:13         | 20:20       | 23:21                | 29:20         | 31:26       | 25:19          | 25:19                | 27:14          |
| 05.                                      | VfL Oldenburg                            | 18:28            | 21:21           | 23:17                   | 23:16         |               | 22:16       | 16:14                | 23:21         | 26:29       | 17:11          | 26:17                | 20:13          |
| 06.                                      | TV Mainzlar                              | 19:23            | 22:28           | 17:26                   | 19:21         | 30:25         |             | 17:18                | 27:26         | 35:22       | 22:24          | 24:18                | 23:12          |
| 07.                                      | TSV GutsMuths Berlin                     | 15:19            | 16:14           | 18:23                   | 15:19         | 22:16         | 22:22       |                      | 23:17         | 18:19       | 20:16          | 23:19                | 19:15          |
| 08.                                      | TSV Tempelhof-Mariendorf                 | 21:24            | 19:22           | 16:25                   | 22:22         | 21:16         | 24:24       | 18:17                |               | 21:20       | 18:20          | 19:19                | 24:14          |
| 09.                                      | PSV Grünweiß Frankfurt                   | 15:23            | 18:21           | 16:18                   | 28:23         | 27:22         | 17:25       | 24:23                | 18:22         |             | 33:20          | 21:20                | 24:11          |
| 10.                                      | VfL Neckargartach                        | 18:23            | 16:25           | 19:25                   | 16:22         | 20:22         | 18:15       | 24:21                | 23:23         | 18:22       |                | 25:12                | 19:16          |
| 11.                                      | TuS Eintracht Minden                     | 17:25            | 16:20           | 18:28                   | 23:22         | 20:18         | 11:19       | 21:21                | 17:22         | 21:16       | 18:14          |                      | 30:22          |
| 12.                                      | 1. FC Nürnberg                           | 11:21            | 13:19           | 16:25                   | 18:32         | 18:19         | 18:21       | 15:16                | 22:29         | 17:15       | 19:22          | 18:19                |                |

### Torschützenliste
|    | Spieler            | Verein                   | Tore / 7 m |
| -- | ------------------ | ------------------------ | ---------- |
| 1. | Elena Leonte       | TV Mainzlar              | 179 / 58   |
| 2. | Hannelore Koch     | PSV Grünweiß Frankfurt   | 143 / 48   |
| 3. | Olga Sekulić       | TSV Tempelhof-Mariendorf | 132 / 50   |
| 4. | Rita Köster        | VfL Oldenburg            | 130 / 58   |
| 5. | Kornelia Kunisch   | TuS Eintracht Minden     | 126 / 38   |
| 6. | Vida Tauriene      | TSV GutsMuths Berlin     | 120 / 53   |
| 7. | Ingelise Mortensen | Buxtehuder SV            | 107 / 45   |
| 8. | Katja Kittler      | TV Lützellinden          | 105 / 18   |
| 9. | Evelyn Hübscher    | TSV Tempelhof-Mariendorf | 102 / 13   |
| 9. | Silvia Schmitt     | VfL Neckargartach        | 102 / 37   |

### Zuschauer
In 132 Spielen kamen 48.860 Zuschauer ({\displaystyle \varnothing } 370 pro Spiel) in die Hallen.
| Mannschaft               | Heim    | {\displaystyle \varnothing } |
| ------------------------ | ------- | ---------------------------- |
| TuS Walle Bremen         | 10.2500 | 932                          |
| TV Lützellinden          | 5.900   | 536                          |
| TSV Bayer 04 Leverkusen  | 1.550   | 141                          |
| Buxtehuder SV            | 7.750   | 705                          |
| VfL Oldenburg            | 4.400   | 400                          |
| TV Mainzlar              | 4.175   | 380                          |
| TSV GutsMuths Berlin     | 2.390   | 217                          |
| TSV Tempelhof-Mariendorf | 2.540   | 231                          |
| PSV Grünweiß Frankfurt   | 2.505   | 228                          |
| VfL Neckargartach        | 3.240   | 295                          |
| TuS Eintracht Minden     | 2.725   | 248                          |
| 1. FC Nürnberg           | 1.435   | 130                          |

## Statistik
In der Saison 1990/91 wurden 132 Punktspiele ausgetragen, in denen es 74 Heimsiege, 9 Unentschieden und 49 Auswärtssiege gab. Die Spiele wurden von 48.860 Zuschauern ≈ 370 pro Spiel besucht, in denen 5.490 Tore (ø 41,59 pro Spiel) fielen. Die Spielerinnen von Bayer 04 Leverkusen waren mit 526 Toren am treffsichersten und Grünweiß Frankfurt kassierte mit 504 Toren die meisten Gegentore. Den höchsten Heimsieg verzeichnete im letzten Saisonspiel Vizemeister TV Lützellinden mit 50:5 gegen den neuen Meister TuS Walle Bremen, die wegen der anstehenden Endspiele um die gesamtdeutsche Meisterschaft mit der Bezirksligamannschaft (B-Jugend) antrat. Den höchsten Auswärtssieg erspielte am 13. Spieltag die Mannschaft vom Buxtehuder SV mit 18:32 beim 1. FC Nürnberg. Das torreichste Spiel fand am 5. Spieltag zwischen Buxtehude und Frankfurt statt und endete 31:26. Das waren 15 Tore mehr als der Gesamtdurchschnitt. Vier Vereine standen im Verlauf der Saison an der Tabellenspitze: TV Lützellinden (1×), Buxtehuder SV (2×), TSV Bayer 04 Leverkusen (1×) und TuS Walle Bremen (18×). Torschützenkönigin der Saison wurde Elena Leonte vom TV Mainzlar, die 179-mal traf, davon 58 Tore vom Siebenmeterpunkt.

## Finale gesamtdeutsche Meisterschaft
| Datum                   |            | Gesamt |                  | Hinspiel | Rückspiel |
| ----------------------- | ---------- | ------ | ---------------- | -------- | --------- |
| Sa 25. Mai / Mi 29. Mai | SC Leipzig | 33:41  | TuS Walle Bremen | 15:19    | 18:22     |

 gesamtdeutscher Meister und Teilnehmer am Europapokal der Landesmeister 1991/92
  Teilnehmer am IHF-Pokal 1991/92

## Die Meistermannschaft
| 1.                        | TuS Walle Bremen |
| Logo des TuS Walle Bremen | - Mannschaft: Sabine Adamik, Christine Lindemann, Heike Mahlmann – Diana Brüggemann, Cordula David, Csilla Elekes, Silke Fittinger, Aniko Geczi, Eva Kiss, Tanja Möller, Klara Orban, Dagmar Stelberg, Renate Zienkiewicz - Trainer: Hans-Herbert Ludolf - Co-Trainer: Leszek Krowicki, Antal Orban |

## Relegationsrunde zur Handball-Bundesliga
Für den letzten freien Platz in der Handball-Bundesliga 1991/92, nahmen an der Relegationsrunde der Bundesliga-Elfte (TuS Eintracht Minden) und die beiden Staffelzweiten der 2. Handball-Bundesliga (SC Germania List und DJK SC Schwarz-Weiß Wiesbaden) teil.
1. Runde
|                  | Gesamt |                               | Hinspiel | Rückspiel |
| ---------------- | ------ | ----------------------------- | -------- | --------- |
| SC Germania List | 27:39  | DJK SC Schwarz-Weiß Wiesbaden | 13:18    | 14:21     |

2. Runde
|                      | Gesamt |                               | Hinspiel | Rückspiel |
| -------------------- | ------ | ----------------------------- | -------- | --------- |
| TuS Eintracht Minden | 34:32  | DJK SC Schwarz-Weiß Wiesbaden | 16:14    | 18:18     |

 Qualifikant für die Bundesligasaison 1991/92